# Tobias Grünenfelder
Tobias Grünenfelder (* 27. November 1977 in Elm) ist ein ehemaliger Schweizer Skirennfahrer. Er war auf die Disziplinen Abfahrt, Super-G und Riesenslalom spezialisiert. Im Verlaufe seiner Karriere konnte er ein Weltcuprennen gewinnen. Seine ältere Schwester Corina und sein älterer Bruder Jürg waren ebenfalls als Skirennfahrer aktiv.

## Biografie
Grünenfelder fuhr in seiner Juniorenzeit hauptsächlich Riesenslaloms und Slaloms. Die ersten Einsätze im Europacup hatte er im Januar 1996, ein Jahr später gelang ihm die erste Top-10-Platzierung auf dieser Stufe. Sein erstes FIS-Rennen gewann er im November 1996. Am 5. Januar 1997 hatte er sein Debüt im Weltcup, beim Riesenslalom von Kranjska Gora. Allerdings hatte Grünenfelder Mühe, Anschluss an die Weltspitze zu finden, denn die ersten Weltcuppunkte liessen noch zwei weitere Jahre auf sich warten. Diese errang er am 5. Januar 1999, wiederum beim Riesenslalom von Kranjska Gora.
In der Saison 1999/2000 hatte Grünenfelder kein zählbares Weltcupergebnis vorzuweisen. Er verzichtete auf weitere Slalomstarts und begann sich allmählich den schnellen Disziplinen zuzuwenden – zunächst jedoch ohne Erfolg. Am 19. Januar 2002 gewann er zum einzigen Mal ein Europacuprennen, einen Riesenslalom in Saas-Fee. Während der Saison 2001/02 gelangen ihm erstmals Top-10-Platzierungen im Weltcup. Kurz nachdem er an den Weltmeisterschaften 2003 teilgenommen hatte, erzielte er am 23. Februar 2003 als Dritter des Super-G von Garmisch-Partenkirchen die erste Weltcup-Podestplatzierung. Die zweite folgte fast ein Jahr später am selben Ort und in derselben Disziplin.
Ebenfalls Dritter wurde Grünenfelder am 29. Dezember 2005 in der Abfahrt von Bormio, nachdem er wenige Meter vor dem Ziel gestürzt war, die Ziellinie aber korrekt passiert hatte. Bei diesem Zwischenfall zog er sich einen Innenbandriss im rechten Knie zu und musste daraufhin mehrere Wochen pausieren. Zum Abschluss der Saison gewann er den ersten von insgesamt sechs Schweizer Meistertiteln. Ab der Saison 2005/06 bestritt Grünenfelder im Weltcup keine Riesenslaloms mehr. Trotz der Spezialisierung folgten mehrere Winter mit durchschnittlichen Ergebnissen.
In Vancouver schaffte er 2010 sein bestes Ergebnis bei Olympischen Spielen, Platz 9 im Super-G. Gegen Ende der Saison 2009/10 erzielte er einen weiteren dritten Platz in einem Weltcuprennen. Am 28. November 2010 gewann er den Super-G von Lake Louise; es sollte dies sein einziger Weltcupsieg bleiben. In der Saison 2011/12 konnte er sich nur noch vereinzelt in den Punkterängen klassieren, in der Saison 2012/13 kam er nicht über einen 29. Platz hinaus. Aufgrund ausbleibender Erfolge beendete er im März 2013 seine Sportkarriere.

## Erfolge

### Olympische Spiele
- Salt Lake City 2002: 12. Super-G
- Turin 2006: 12. Abfahrt
- Vancouver 2010: 9. Super-G

### Weltmeisterschaften
- Vail/Beaver Creek 1999: 20. Riesenslalom
- St. Moritz 2003: 18. Riesenslalom
- Bormio 2005: 16. Super-G

### Weltcup
- 5 Podestplätze, davon 1 Sieg:

| Datum             | Ort         | Land   | Disziplin |
| ----------------- | ----------- | ------ | --------- |
| 28. November 2010 | Lake Louise | Kanada | Super-G   |

- Weitere 17 Top-Ten-Plätze im Weltcup

### Weltcupwertungen
| Saison  | Gesamt | Gesamt | Abfahrt | Abfahrt | Super-G | Super-G | Riesenslalom | Riesenslalom |
| Saison  | Platz  | Punkte | Platz   | Punkte  | Platz   | Punkte  | Platz        | Punkte       |
| ------- | ------ | ------ | ------- | ------- | ------- | ------- | ------------ | ------------ |
| 1998/99 | 98.    | 25     | –       | –       | -       | -       | 35.          | 25           |
| 2000/01 | 119.   | 14     | -       | -       | -       | -       | 46.          | 17           |
| 2001/02 | 49.    | 135    | -       | -       | 17.     | 77      | 23.          | 58           |
| 2002/03 | 50.    | 143    | 55.     | 7       | 17.     | 107     | 36.          | 29           |
| 2003/04 | 42.    | 196    | 44.     | 20      | 14.     | 140     | 34.          | 36           |
| 2004/05 | 45.    | 157    | 44.     | 18      | 13.     | 135     | 57.          | 4            |
| 2005/06 | 59.    | 121    | 25.     | 74      | 27.     | 47      | –            | –            |
| 2006/07 | 66.    | 101    | 27.     | 101     | -       | -       | –            | –            |
| 2007/08 | 67.    | 105    | 31.     | 57      | 29.     | 48      | –            | –            |
| 2008/09 | 60.    | 131    | 35.     | 41      | 15.     | 90      | –            | –            |
| 2009/10 | 29.    | 247    | 21.     | 99      | 11.     | 148     | –            | –            |
| 2010/11 | 43.    | 196    | 40.     | 21      | 10.     | 175     | –            | –            |
| 2011/12 | 103.   | 36     | 48.     | 6       | 36.     | 30      | –            | –            |
| 2012/13 | 143.   | 2      | 56.     | 2       | -       | -       | –            | –            |

### Europacup
- Saison 2000/01: 8. Abfahrtswertung
- Saison 2001/02: 9. Riesenslalomwertung
- Saison 2006/07: 9. Super-G-Wertung
- 3 Podestplätze, davon 1 Sieg:

| Datum           | Ort      | Land    | Disziplin    |
| --------------- | -------- | ------- | ------------ |
| 19. Januar 2002 | Saas Fee | Schweiz | Riesenslalom |

### Juniorenweltmeisterschaften
- Hoch-Ybrig 1996: 13. Riesenslalom

### Weitere Erfolge
- 6 Schweizer Meistertitel
  - Super-G: 2005, 2006, 2009, 2010
  - Abfahrt: 2007, 2009
- 15 Siege in FIS-Rennen